# Ripipteryx boliviana
Ripipteryx boliviana is een rechtvleugelig insect uit de familie Ripipterygidae. De wetenschappelijke naam van deze soort is voor het eerst geldig gepubliceerd in 1916 door Bruner.